# Formica bauckhorni
Formica bauckhorni é uma espécie de formiga do gênero Formica, pertencente à subfamília Formicinae.